# Карвина
Карвина (на чешки: Karviná (по-старо изписване – Karvinná), на полски: Karwina; на немски: Karwin) е статутарен град в Моравско-силезкия край на Чешката република, в историческите земи на Чешка Силезия. Градът е разположен на река Олше, на 18 km източно от административния център Острава. Населението му е 55 163 жители (2016), а площта му е 57,49 km². Намира се на 221 m надморска височина. В града живеят словашки и полски малцинства.

## История
До 19 век Карвина е незначително село в Тешинска Силезия, което се намира в близост до важния град Фрищат. Откриването на въглища в района довежда до бързото развитие на Карвина и околните села, и построяването на железопътни линии. След разделянето на Тешинска Силезия през 1920 г. то става част от Чехословакия като основен миннодобивен център на страната. През 1923 г. Калвина придобива права на град. През октомври 1938 г. е анексиран от Полша, заедно с цялата област Заолже, а по време на Втората световна война е част от нацистка Германия.
През 1944 г. Карвина, Фрищат и околните села Лазне Дарков, Рай и Старе Место са обединени в един град под името Карвина-Фрищат. За герб е избран герба на Фрищат, който на практика оттогава остава историческия център на съвременния индустриален град. След Втората световна война, когато районът отново става част от Чехословакия, от името му отпада втората, немска част. По-късно към Карвина е присъединено и село Лоуки над Олши.
Периодът след войната се характеризира с икономическа ориентация към тежката промишленост. Понастоящем градът все още е силно зависим от тежката индустрия, но бавно се престуктурира и развива други икономически дейности. Карвина е център на образованието в района с голям избор от специализирани средни училища и особено с Търговския факултет към Силезкия университет в Опава. През 1995 г. Карвина става статутарен град.

## Административно деление
Карвина е разделен на шест кадастрални земи, на които са разположени 9 градски части:
- Дарков – част от Лазне Дарков
- Карвина-Доли – част от Доли
- Карвина-град – част от Фрищат, Хранице, Мизеров, Нове Место
- Лоуки над Олши – част от Лоуки
- Рай – част от Рай
- Старе Место у Карвине – част от Старе Место

Градските части са наречени „Карвина-част“; понякога се използва тяхното номериране:
- Карвина 1 – Фрищат – градска част Фрищат
- Карвина 2 – Доли – Доли
- Карвина 3 – Дарков – Лазне Дарков
- Карвина 4 – Рай – Рай
- Карвина 5 – Старе Место – Старе Место
- Карвина 6 – Нове Место – Нове Место
- Карвина 7 – Мизеров – Мизеров
- Карвина 8 – Хранице – Хранице
- Карвина 9 – Лоуки – градска част Лоуки над Олши

## Образование
Карвина е университетски град. Тук е разположен Търговския факултет на Силезкия университет в Опава. Градът има няколко средни училища: гимназия, средно техническо училище, търговска академия, училище за медицински сестри и др. Освен средните училища тук има също начални училища и детски градини.

## Личности
- Густав Морчинек (1891 – 1963) – полски писател;
- Радек Щепанек (* 1978) – чешки тенисист;
- Дана Затопкова (* 1922) – копиехвъргачка, златна олимпийска медалистка;
- Алфред Биолек (* 1934) – немски водещ на кулинарни предавания;
- Ева Курфюрстова (* 1977) – скиорка;
- Петра Немцова (* 1979) – модел;
- Дениса Росолова (* 1986), лекоатлетка.

## Побратимени градове
- Ястшембе-Здруй, Полша
- Явожно, Полша
- Мартин, Словакия
- Миерес, Астурия, Испания
- Рибник, Полша
- Швермов (район на Кладно), Чехия
- Воджислав Шльонски, Полша

## Галерия
- Църквата „Свети Марк“
- Кметството
- Пазарният площад
- Чугунен фонтан на пазарния площад
- Площад с паметника на чехословашкия президент Т. Масарик
- Римокатолическа енорийска църква
- Църква „Въздвижение на Светия кръст“
- Паметник на Свети Патрик
- Статуя на Свети Йоан Непомуцки
- Дворецът „Фрищат“ откъм парка
- Дворецът „Фрищат“ откъм пазарния площад
- Фонтан със скулптура в парк „Божена Немцова“